# 藤本太郎喜左衛門将時能
藤本 太郎喜左衛門将時能（ふじもと たろうきざえもんのしょうときのり）は、日本の実業家。「長い名前を持つ人物」として知られる。奈良県高市郡明日香村にある建設工事会社、藤本工務店の社長。

## 出演
- 東芝ファミリーホール特ダネ登場!?（日本テレビ系列局）
- なるほど！新オナマエ堂（テレビ西日本制作 / フジテレビ系、2013年9月15日）[2]
- 水曜日のダウンタウン（TBS系列、2018年7月25日） 「名前の画数100画以上の人存在する説」にて、運転免許証のみの登場。総計108画（名字23画、下の名前85画）となり説を立証した。